# 景风乡
景风乡，是中国山西省长治市沁源县下辖的一个乡镇级行政单位。

## 行政区划
景风乡共辖以下地区：
汝家庄村、黎和村、景凤村、马家峪村、北新庄村、南湾村。